# Yamaha GP
Yamaha GP introducerades 1971 och det var en snöskoter med 396 cm3, tvåcylindrig tvåtaktare med 28 hk alltså i princip samma motor som i SW396 och SW400B förutom att den hade två förgasare, skillnaden satt i chassit. Smalare bandtunnel, smalare band och en helt annan huv. Denna skoter var i mångt samma snöskoter som SS396 från 1969.
Skillnaderna låg i bland annat förgasarbestyckning, Yamaha hade förenklat montering och samspelet mellan förgasarna. Skillnaderna mellan SS396 och GP396 var nästan enbart kosmetiska.

## GP-serien år från år
1971 Yamaha GP338 släpps. Motorn var en 338 cm3 tvåcylindrig tvåtaktare som utvecklade 28 hk. Motorn utvecklade alltså 1 hk mer än samma års modell av SW396A.
1972 introducerade Yamaha nästa modell i GP-serien och det kom att vara en 643 cm3 motor med 43 hk. Denna motor var samma motor som Yamaha hade i sin EW643:a men till skillnad från EW så hade denna snöskoter normal variatordrift. Yamaha introducerar även GP433A med en tvåcylindrig tvåtaktare som utvecklade 38 hk vid 6000 varv. GP292A var också en ny modell för året den hade en encylindrig tvåtaktare som utvecklade 27 hk vid 6000 varv. Om någon GP338 tillverkades detta år är oklart eftersom Yamaha Part Directory inte tar upp någon, ej heller broschyrer från detta år tar upp någon sådan modell.
1973 utvecklades GP-serien med GP292B, GP338, GP433B och GP643B. GP292B var egentligen en SL292B men något lättare. B:et i detta fall och även i GP433B hänvisades till den nya förbättrade motorn. GP338 ansågs däremot ny även om motorn var densamma som i övriga 338:or förutom förgasarbestyckning. GP643 hade fått smärre förändringar och motorn utvecklade nu 50 hk vid 6000 varv. 643:an hade fått högre ruta, bättre kylning för variatorn och ett helt annan insugningsanordning. GP433B hade fått ett helt nytt utseende men motorn var densamma. GP338 släpps återigen den har samma modellbeteckning som -71 års modell men detta innebär antagligen att Yamaha menade att detta var en helt ny snöskoter inte en uppgradering på gamla GP338:an. Motorn är ny och utvecklar 32 hk vid 6000 varv. GP292B som modellen heter för året är förutom design tämligen oförändrad.
1974 kom Yamaha med GP246, GP292F, GP338F och GP433F borta var GP643 vars motor dock kom att återkomma 1976 i de så kallade Paddorna. F:et i serierna markerar en stor förändring och man gick ifrån hjulboogin och hade nu slides (slide boggie). Yamaha GP433F och GP338F var de första produktions Yamahana med slide boggie. GP433F:s motor utvecklar 39 hk vid 7000 varv. Noteras bör att Yamaha själva säger att de inte tillverkar GP643 för konsument bruk och detta utesluter inte att det finns GP643:or som är tillverkade enbart för tävling.
1975 gjordes inga Yamaha GP utan det fick vänta tills 1976 då Yamaha introducerade Yamaha GP300 och GP440. Endast GP440 nådde Sverige. GP300 kom enbart att tillverkas under 1976 och 1977 avslutades även GP440 som då hette GP440A.
1976 släpptes GP440 och det var samma 433 cm3 motor som i GP433F men motorn utvecklade 40 hk istället för 39.
1977 släpps GP440A och är i princip samma snöskoter som året innan förutom dekaler. Motorn utvecklar 40 hk vid 7000 varv.
1978 saluförs GP440 och det är oklart om det är en GP440A eftersom Yamaha Part Directory inte uppger att man tillverkade någon GP440 för året. Men den finns dock i Yamaha broschyrer för året. Det här är dock det sista året som GP440 är med i modellprogrammet.